# PAR表演藝術
《PAR表演藝術》雜誌（英語：Performing Arts Redefined）創立於1992年10月，由國家表演藝術中心國家兩廳院發行，為華文界結合人文與表演藝術評介的期刊。雜誌現為雙月刊，於單月出刊，12月出版特刊，一年共7期，內容涵蓋音樂、戲劇、舞蹈、戲曲等藝文話題。

## 歷史沿革
- 1992年10月，「國家劇院及音樂廳營運管理籌備處」（國立中正文化中心前身）創刊《表演藝術》，發行試刊號，發行人為胡耀恆，社長為王德勝，總編輯為黃碧端（1992年10月試刊號、1992年1月創刊號至1993年9月號11期）[2][3]。
- 1992年10月試刊號至2021年12月號336期，除1996年7月份無出刊外，皆為單月刊[4]。
- 1993年10月號12期至2000年6月號90期，主編為林靜芸。
- 1996年7月，開始整理出版前一年度的《表演藝術年鑑》。最早年份為民國84年（1995年）。2013年份起可在PAR表演藝術網站上免費下載電子版[5]
- 2002年，設立《表演藝術》網站，自許成為華人藝術的資料庫[6]。
- 2004年4月，國立中正文化中心改為行政法人組織，《表演藝術》隸屬於「教育推廣部」下轄的「出版組」[7]。法人化之前，雜誌社員工曾經掛名在印刷廠旗下。[8]
- 2004年4月號136期至2006年6月號162期，總編輯為盧健英。
- 2004年5月更名為《PAR表演藝術》雜誌[9]。
- 2006年7月號163期開始，總編輯為黎家齊。
- 2007年8月，出版「在兩廳院遇見大師系列」第一冊：《羅伯．勒帕吉：創作之翼》，至2018年11月出版最新一冊《大野一雄：魂之糧X練習時的言語》，該系列一共出版10冊[10]。
- 2009年7月，開始編輯出版「國家戲劇院 國家音樂廳 表演藝術實錄」，以一年出版5個年份的進度，至2014年已整理出版1989年至2008年共20年的國家兩廳院表演藝術目錄[11]。
- 2014年1月29日，國立中正文化中心改制為國家表演藝術中心國家兩廳院，發行單位隨之變更。
- 2014年9月，《PAR表演藝術》App上線。
- 2017年，「出版組」所屬部門更名為「顧客體驗部」。
- 2017年10月2日至10月29日，於台北捷運忠孝復興藝文廊舉辦《PAR表演藝術雜誌》25週年經典回顧展，精選1992年至2017年的雜誌專題報導。
- 2019年5月，發表「兩廳院售票系統2013-2018分析報告」，統計標的包括這期間的售票趨勢變化、購票者樣貌及消費行為、新場館崛起藝文人口流動等[12]。
- 2021年，雜誌所屬單位「出版組」更名為「統籌編輯組」。
- 2022年1月，從337期1月號起，由單月刊改為雙月刊，一年7期，1、3、5、7、9、11、12月之1號出刊[13][14][15]。2021年1月號337期至2022年9月號348期，客座總編輯為江家華。
- 2022年1月，首次舉辦表演藝術10大新聞票選，由編輯部篩選出2021年30件台灣表演藝術界重要事件供票選。[16]
- 2022年8月，自創刊號起30年份雜誌完成數位化並建置資料庫，包含官網限定報導共計19,439篇文章，供讀者訂閱「數位全閱覽」[8]。

## 封面視覺
《PAR表演藝術》的期刊名稱和標準字經過幾次改版更新。
創刊時名為《表演藝術》，試刊號於1992年10月號出刊，封面標準字為橫式隸書，由天宇設計公司設計。
第二次封面改版為109期（2002年1月號），標準字改為直式，「藝」字為藝術家董陽孜題字，封面由龍傑琦設計。
第三次封面改版為136期（2004年4月號），加入英文名稱Performing Arts Review的標準字和封面由劉開設計。
第四次封面改版為337期（2021年1月號），英文名稱改成Performing Arts Redefined，由見本生物設計工作室設計。

## 外部連結
- PAR表演藝術 （页面存档备份，存于）
- udn讀書吧 （页面存档备份，存于）
- Readmoo讀墨 （页面存档备份，存于）
- 華藝線上圖書館 （页面存档备份，存于）
- 台灣雲端書庫 （页面存档备份，存于）
- 國家兩廳院 （页面存档备份，存于）